# Mesoleptus navus
Mesoleptus navus är en stekelart som först beskrevs av Forster 1876.  Mesoleptus navus ingår i släktet Mesoleptus och familjen brokparasitsteklar. Inga underarter finns listade i Catalogue of Life.